# Hermann Kraußer
Hermann Emil Kraußer (* 27. August 1881 in Gräfenroda; † 25. Oktober 1928 in Bad Nauheim) war ein deutscher Gewerkschaftsfunktionär und Politiker (USPD, SPD).

## Leben
Kraußer war der Sohn der Hermine Kraußer. Er heiratete um 1900 in erster Ehe in Coburg Katharina Meta Fischer und in zweiter Ehe Rosa Neubert.
Kraußer war 1913 bis Januar 1919 Geschäftsführer der sozialdemokratischen Volkszeitung für Schwarzburg-Sondershausen in Arnstadt. 1914 wurde er Vorsitzender der Filiale des Brauarbeiterverbandes in Arnstadt und war 1919 bis 1927 dort Arbeitersekretär. Von 1922 bis 1927 war er Vorsitzender des ADGB-Ortsausschusses in Arnstadt.
Er war Mitglied der SPD und war ab Ende der 1890er Jahre ein führender Sozialdemokrat in Arnstadt. 1917 wechselte er zur USPD und 1922 zurück zur SPD. Vom 24. Februar 1919 bis zu 24. Februar 1921 gehörte er dem Landtag des Freistaates Schwarzburg-Sondershausen und später der Gebietsvertretung Schwarzburg-Sondershausen an. Er war Mitglied im Stadtrat von Arnstadt.